# Burgstall (Hirschau)
Burgstall ist ein Dorf und ein Gemeindeteil der Stadt Hirschau im Landkreis Amberg-Sulzbach in der Oberpfalz in Bayern.

## Herkunft des Namens
Als Burgstall wird die Stelle einer ehemaligen Burg bezeichnet. Dabei muss es sich nicht immer um eine Ritterburg handeln, es kann auch eine vorgeschichtliche oder mittelalterliche Flieh- oder Erdburg gewesen sein.
Um 1285 wurde Burgstall als dem Amt Vilseck zugehöriges „Purchstal“, 1326 ebenfalls als „Purchstal“, allerdings dem Amt Hahnbach zugehörig, erwähnt. Bereits 1444 tauchte die Schreibweise „Burgstall“ auf (Vogtei Hahnbach). Bevor sich der heutige Name Burgstall endgültig einbürgerte, wurde der Ort 1569 als „Purgkhstall“ (Vogtei Hahnbach), 1647 als „Purgstall“ und 1773 als „Purkstall“ (jeweils Landrichteramt Amberg) erwähnt.

## Geschichte
Die Vermutung, dass im Ort früher eine Befestigungsanlage bestand, wurde durch die Luftbildarchäologie bestätigt.
Burgstall gehörte zur Gemeinde Mimbach, bis diese am 1. Januar 1972 aufgelöst und zum Teil (Gemeindeteile Burgstall, Krondorf, Steiningloh und Urspring) nach Hirschau eingemeindet wurde.

## Sehenswürdigkeiten
Siehe auch: Liste der Baudenkmäler in Hirschau#Burgstall

### Kapelle St. Martin
Im Burgstall gibt es eine neubarocke Kapelle St. Martin aus dem Jahre 1925, die unter Denkmalschutz steht. Zwischen 1993 und 1995 wurde sie innen und außen renoviert. Das Türmchen ist vollständig mit Kupferblech verkleidet. Der Altar stammt ebenfalls aus dem Jahr 1925 und zeigt St. Martin auf dem Pferd. Vor dem Altar befinden sich die Figuren der Mutter Gottes und von Jesus. Burgstall gehört zur Pfarrei Gebenbach.

## Wirtschaft und Infrastruktur
Burgstall ist Anlaufpunkt des Naab-Vils-Weges.

### Verkehr
Burgstall liegt etwa einen Kilometer von der Bundesstraße 14 entfernt. Zwischen Hirschau und Gebenbach befindet sich eine Abzweigung, über die man Burgstall erreicht.
An den öffentlichen Nahverkehr ist Burgstall mit zwei Buslinien angebunden. Dabei handelt es sich um die Linie 55 der RBO zwischen Amberg und Weiden über Schnaittenbach (VGN-Linie 455) und um die Linie 64 der RBO zwischen Schnaittenbach und Sulzbach-Rosenberg (VGN-Linie 463).
Die nächstgelegenen Bahnhöfe befinden sich in Freihung (13 km) und Amberg (13 km).